# گولاچ
گولاچ (به مجاری:  Gulács) یک منطقهٔ مسکونی در مجارستان است که در ناحیه واشاروشنامنی واقع شده‌است. گولاچ ۲۳٫۳۵ کیلومتر مربع مساحت و ۸۳۸ نفر جمعیت دارد.